# أيشي ناكامورا
أيشي ناكامورا (باليابانية: 中村栄一؛ بالكانا: なかむら えいいち) هو كيميائي ياباني، ولد في 1951 في طوكيو في اليابان.